# Liz Renay
Liz Renay, född 14 april 1926, i Chandler, Arizona, död 22 januari 2007, i Las Vegas, Nevada, var en amerikansk skådespelerska, dansare och författare. 
Renay var flickvän till gangstern Mickey Cohen. Hon tillbringade 27 månader i fängelse för mened. 
Hon arbetade med striptease tillsammans med sin dotter Brenda. Dottern tog livet av sig 1982. Liz Renay har skrivit flera böcker, bland annat My First 2,000 Men, i vilken hon hävdar att hon haft ihop det med kändisar som Joe DiMaggio, Regis Philbin och Cary Grant. Hon var gift sju gånger.
Som skådespelerska är hon mest känd för sin medverkan i John Waters film Desperate Living (1977). Hon har även medverkat i flera filmer av Ted V. Mikels. 